# Tiaa
Tiaa var en kunglig hustru under Egyptens artonde dynasti.   Hon var gift med farao Amenhotep II och mor till Thutmosis IV.
Hennes bakgrund är okänd. Det har föreslagits att hon var sin makes syster eller halvsyster, men hon har aldrig titeln "Kungens dotter", som hon i så fall borde ha haft. Hon var inte drottning under sin makes regeringstid trots att hon var hans huvudhustru, eftersom denna titel då enbart bars av hennes svärmor Merytre-Hatshepsut. Hon fick titeln drottning (Stor kunglig hustru) sedan hennes son besteg tronen, då hon, från att tidigare ha varit ignorerad, börjar förekomma i bildkonsten och fick en framträdande ställning. 